# Jane Millares Sall
Jane Millares Sall (Las Palmas de Gran Canaria, 2 de agosto de 1928 - 2 de noviembre de 2022) fue una pintora canaria.

## Biografía
María del Carmen Millares Sall, conocida como Jane Millares, nació el 2 de agosto de 1928 en Las Palmas de Gran Canaria. Hija del matrimonio formado por Dolores Sall y Bravo de Laguna y el poeta Juan Millares Carló, es hermana de los pintores Manolo Millares y Eduardo Millares, de los poetas José María Millares y Agustín Millares y del timplista Totoyo Millares. Autodidacta, como todos sus hermanos, Jane recibió la formación básica de la mano de su padre pues la precaria economía familiar en un entorno empobrecido por la Guerra no les permitía pagar el colegio.
Desde la infancia mostró su afición artística, primero con el modelado en barro y luego con el dibujo tratando de imitar a sus hermanos, pero fue tras su matrimonio en 1944 con el periodista grancanario Luis Jorge Ramírez que comenzó su andadura artística en la pintura y de esa época datan sus primeros óleos.
Sus antecedentes plásticos se remontan a su tío abuelo, el pintor Juan Carlo Medina, cofundador de la Escuela Luján Pérez pero, inequívocamente, Jane crece en un ambiente familiar caracterizado por la inquietud intelectual y artística, herencia cultural de los Millares, una familia que por más de doscientos años ha mantenido el interés por la música, las artes, las letras y las ciencias. Los hermanos Millares Sall brillan con luz propia en la esfera cultural canaria del siglo XX.
Jane Millares ejerció una comprometida labor social a lo largo de toda su carrera y ha participado activamente en la defensa del patrimonio natural y cultural de las Islas Canarias, así como en la demanda de una mayor atención a los sectores sociales más desfavorecidos. Entre otras causas defendió la creación de la Universidad de Las Palmas de Gran Canaria, a través de manifestaciones públicas, escritos y entrevistas, además de sus ilustraciones y pinturas. Ilustró asimismo numerosos ejemplares de poesía social y otras publicaciones impulsadas por su familia como fueron Planas de Poesía (1949-1951) o la revista Millares (1964-1967). Fundadora, junto con sus hermanos, del grupo LADAC (Los Arqueros del Arte Contemporáneo) que defendía la abstracción (1951).

## Obra
En 1955 tuvo lugar su primera exposición individual en el Museo Canario de Las Palmas y esto la llevó a encontrar su lugar en la historiografía del arte regional pues fue la primera mujer en exponer en solitario en las islas. Tras un breve periodo experimental en el que pinta bajo un lenguaje más afín a las corrientes Post-expresionistas e incluso a los fauves, pronto definirá su propio estilo dentro de lo que se ha pasado a denominar Post-indigenismo. Es la única mujer que puede ser considerada como partícipe del movimiento artístico indigenista en el Archipiélago. La pintura y la escultura son las dos manifestaciones artísticas en las que ha plasmado su enorme fuerza expresiva. Pueden reconocerse en su obra rasgos presentes en la obra de otros artistas canarios como Felo Monzón, Plácido Fleitas, Jorge Oramas, Rafaely o Juan Borges Linares linares, entre otros. El tema canario representado por sus mujeres marcadas por el indigenismo que le es propio, las calas y el paisaje son constantes en su obra.

## Honores y distinciones
- (2023) Hija predilecta de la isla de Gran Canaria[10]
- (2003) Hija predilecta de la ciudad de Las Palmas de Gran Canaria.[3]
- (2005) Medalla de Oro de Canarias.[9]
- (2005) Can de Plata del Cabildo de Gran Canaria.[11]
- (1972) Primer Premio de la Bienal Regional de Bellas Artes del Gabinete Literario.[9]